# Prix Alfred-Verdaguer
Le prix Alfred-Verdaguer, de la fondation du même nom, est un prix de l’Institut de France sur proposition de l’Académie française, de l'Académie des sciences et de l'Académie des beaux-arts décerné depuis 1978 et « destiné à l’œuvre la plus remarquable dans les arts, les lettres et les sciences ».
« Les prix de l'Institut sur proposition de l'Académie française ne figurent pas au palmarès des prix littéraires, sauf pour le grand prix de littérature Henri Gal et le prix Hugot ».

## Lauréats de l'Académie française
- 1978 : Brigitte Massin pour Franz Schubert
- 1984 : Robert Poulet pour l'ensemble de son œuvre
- 1993 : Gérard Courant pour Lire et Cinématon
- 1996 : Pierre Béarn
- 1999 : Robert Ambroggi pour Seule l'Eau est éternelle…
- 2001 : Roland et Sabrina Michaud et Michel Jan pour La grande muraille de Chine
- 2003 : Yves Tissier pour Dictionnaire de l'Europe, États d'hier et d'aujourd'hui
- 2004 : Judith Brouste pour l'ensemble de son œuvre
- 2005 : Raphaël Lahlou pour l'ensemble de son œuvre
- 2006 : Antoine Bourseiller pour l'ensemble de son œuvre
- 2007 : René Pommier pour l'ensemble de son œuvre
- 2008 : Claude Seignolle pour l'ensemble de son œuvre
- 2009 : Daniel Boucard pour Dictionnaire illustré et anthologie des métiers du Moyen âge à 1914
- 2010 : Olivier Aaron (1967-....) et Nicolas Lesur (1975-....) pour Jean-Baptiste Marie Pierre (1714-1789). Premier Peintre du Roi
- 2011 : 
  - Frédéric Richaud pour Luc Dietrich
  - Laurent Bastard (1955-....) pour Images des Compagnons du Tour de France
- 2013 : Alain Blottière pour Rêveurs
- 2014 : Dominique Pradelle pour Généalogie de la raison. Essai sur l’historicité du sujet transcendantal de Heidegger à Kant
- 2015 : Anne Piéjus pour Musique et dévotion à Rome à la fin de la Renaissance. Les laudes de l’Oratoire
- 2017 : Gwenn Rigal (1975-....) pour Le temps sacré des cavernes[3].
- 2018 : Marc Lévêque et Sandrine Cabut pour La chirurgie de l'âme[4]
- 2022 : Philippe Blay pour Reynaldo Hahn.

## Lauréats de l'Académie des sciences
- 1994 : Michel Cosnard[5]
- 2003 : Vladimir Mazia et Maria Tatiana Sjaposjnikova
- 2005 : Maria Clara Rezende Castro
- 2009 : Brahim Lounis
- 2011 : Virginie Marry
- 2013 : Matthieu Sollogoub
- 2015 : Michelle Debatisse[6]
- 2017 : Marc-Henri Julien
- 2019 : Frédéric Pincet[7]
- 2021 : Antoine Browaeys[8]
- 2023 : Stéphane Popinet[9]

## Lauréats de l'Académie des beaux-arts
- 1989 : Renaud Gagneux (Musique)[10]
- 2008 : Handan Figen[11]
- 2009 : Mathilde Seguin (Peinture)[12]
- 2010 : Emmanuelle Pérat (Peinture)[13]
- 2011 : Édouard Wolton (Peinture)[14]
- 2012 : Christine Jean (Peinture)[15]
- 2014 : Kojiro Akagi (Peinture)[16]
- 2015 : Frantz Metzger (Peinture)[17]
- 2016 : Pierre Gervasoni pour Henri Dutilleux[18]
- 2017 : Katarina Termacic[19]
- 2018 : Nathalie Bourdreux[20]
- 2019 : Jean-Michel Bacquet[21]
- 2020 : Odonchimeg Davaadorj[22]
- 2021 : Mireille Blanc[23]
- 2022 : Dominique Renson[24]
- 2023 : Pauline Riveaux[25]
- 2024 : Anahita Masoudi[26]